# Vennesla Station
Vennesla Station (Vennesla stasjon) er en jernbanestation på Sørlandsbanen, der ligger ved Vikeland i Vennesla kommune i Vest-Agder fylke, omkring 15 km fra Kristiansand, i Norge.
Stationen var oprindeligt en del af den smalsporede Setesdalsbanen mellem Kristiansand og Byglandsfjord og åbnede sammen med denne 18. november 1895. Stationsbygninger er ligesom de andre fra banens åbning tegnet af Paul Due. I 1938 blev stationen en del af Sørlandsbanen, da denne blev forlænget fra Nelaug. Samtidig blev Grovane, knap 4 km længere mod nord, ny endestation for Setedalsbanen.
Stationen ligger ca. 2 km syd for det centrale Vennesla og har isoleret set aldrig været en god løsning for persontrafikken. Jernbanemyndighederne håbede at Vikeland ville udvikle sig til en stationsby, sådan som det var tilfældet andre steder i Norge på den tid. Det kom imidlertid ikke til at ske, og stationen fremstår den dag i dag som lidt ucentral. Beliggenheden blev i sin tid bestemt af hensyn til industrien, og der blev anlagt to sidespor til Byggma og Hunsfos fabrikker. Sporet til Byggma er i dag fjernet. Dele af sporet til Hunsfos fabrikker eksisterer stadig men meget er fjernet. 
Stationen selv gennemgik en modernisering i 2010 med nye perroner. Stationen har ventesal og toiletter men er ubemandet og har ikke billetautomat. Den betjenes af to buslinjer til Vennesla og Kristiansand.